# Gare de Fléron
La gare de Fléron est une gare ferroviaire belge, fermée, de la ligne 38, de Chênée à Plombières. Elle était située à Fléron dans la commune du même nom, en Région wallonne dans la province de Liège.
Fléron est mise en service en 1872 par la Compagnie des chemins de fer des Plateaux de Herve, elle est  définitivement fermée au service des voyageurs en 1957 et à celui des marchandises en 1963. Depuis les installations ferroviaire ont été démontées et le bâtiment voyageur démoli. Subsiste la halle à marchandises.

## Situation ferroviaire
La gare de Fléron était située au point kilométrique (PK) 11,30 de la ligne 38, de Chênée à Plombières entre les gares de Beyne et de Micheroux.

## Histoire
Fléron se trouve sur la première portion de la ligne 38, mise en service par la Compagnie des chemins de fer des Plateaux de Herve,  entre Chênée et Micheroux le 15 juillet 1872.
La ligne 38 sera plus tard prolongée vers Herve et Battice, puis de Battice à Verviers (Ligne 38A), de Battice à Aubel et enfin d’Aubel à Plombières en 1895,.
Elle possédait un bâtiment de gare et une halle à marchandises et quatre voies, dont une seule à quai.
Après la Seconde Guerre mondiale, la ligne 38 subit le déclin des lignes secondaires. Le trafic des trains de voyageurs est d’abord supprimé entre Hombourg et Plombières, en 1952, et définitivement arrêté en 1957. Des trains de marchandises desservirent la ligne jusque 1986. Micheroux a possédé des installations pour les marchandises jusque 1963.
Après le démontage des voies, un RAVeL a été installé sur la ligne 38 entre Vaux-sous-Chèvremont et Plombières.
Le bâtiment de la gare n’existe plus, un parking a pris sa place. En revanche, la halle à marchandises existe toujours, dans l’emprise d’un dépôt de matériaux de construction.

### Le bâtiment de la gare
Il s’agit d’un type de gare très proche des gares de plan type 1873 qui fut uniquement érigé sous cette forme sur la ligne 38 (respectivement à Micheroux, Fléron, Battice, Thimister et Froidthier).
Ces gares, dites, du plateau de Herve, reprennent la forme et les décorations caractéristiques des gares type 1873 de la première variante mais avec une partie à deux étages de cinq ou six travées (se reporter à la description de la gare de Micheroux).
À Fléron, le corps central comportait trois travées avec un écart important et un pilastre entre la troisième et la quatrième. Une aile de trois travées avec un portail sous bâtière (autre détail repris par les gares type 1873) servait de salle d’attente et une petite aile de service (une travée, toit plat) se trouvait à droite. Ces bâtiments étant en mauvais état, manquant de confort et atteints par l’humidité à tel point qu'il avait fallu les cimenter, en 1898 des annexes avaient été bâties pour le chef de station et les tuiles de la toiture remplacés par des tasseaux de zinc.
Après sa fermeture, la gare de Fleron a été démolie. Seules les gares jumelles, de Micheroux et Thimister existent toujours.